# Ydraikos Nautikos Omilos
L'Ydraikos Nautikos Omilos è una società di sport acquatici greca con sede nella città di Idra. Il circolo si occupa principalmente di nuoto e pallanuoto.

## Storia
Il circolo fu fondato nel 1955 con lo scopo di trasmettere l'amore per gli sport acquatici, come recita il primo statuto societario firmato dagli allora presidente Pantelis Koundouriotis e segretario generale Giannis Myriklis. Attualmente conta circa 200 soci.